# Colonisation autrichienne des îles Nicobar
La colonisation autrichienne des îles Nicobar est une tentative d'une courte durée et infructueuse de la monarchie de Habsbourg de faire des îles Nicobar (un archipel dans l'est de l'océan Indien) une colonie. La colonie s'établit en 1778. Auparavant, une colonie danoise y a été présente et l'Autriche s'y installe en supposant faussement que le Danemark avait abandonné ses prétentions sur les îles. Toutefois, en raison du manque de soutien de l'empire, les derniers colons autrichiens abandonnent en 1783.

## Histoire
L'idée de la colonie peut être attribuée à Marie-Thérèse et Joseph II qui, dans les années 1760, veulent fonder des comptoirs en Asie pour la distribution des produits autrichiens. C'est plus un caprice qu'un projet sérieux, puisque l'empire autrichien, pays continental, n'a pas la force maritime suffisante pour acquérir, défendre et suppléer aux besoins de ses possessions. À cette époque, les acteurs de la scène coloniale les plus sérieux sont l'Espagne, le Portugal, la Grande-Bretagne, les Provinces-Unies et la France.
Les Habsbourg choisissent le Néerlandais William Bolts à titre de conseiller. Il a été actif dans la Compagnie britannique des Indes orientales, mais est alors condamné pour le commerce de l'opium et rejeté. En 1774, il se rend à Vienne pour convaincre une Autriche inexpérimentée de la faisabilité d'une route commerciale entre Trieste et l'Extrême-Orient.
Ce qui avait commencé comme un projet secret avec un navire avec un faux pavillon britannique s'est très vite effondré. Toutefois, en 1778, après avoir surmonté d'énormes difficultés, le bateau autrichien Joseph et Maria atteint finalement les îles Nicobar qui avait récemment été abandonnées par les Danois. Les Danois avaient abandonné après avoir perdu la plupart de leurs hommes en raison du paludisme.
Le 12 juillet 1778, les indigènes signent (avec trois croix et devant témoins) un document qui cède les quatre îles de Nancowry, Camorta, Trinket et Katchal à l'Autriche. Le drapeau autrichien est dressé sur une colline voisine et 6 hommes, outre les bovins, les armes et les esclaves sont laissés derrière pour démarrer une nouvelle colonie autrichienne.
En 1781, les colons se plaignent d'un manque d'eau potable et de nourriture, mais Vienne n'en tient pas compte et laisse son avant-poste à son sort. Lorsque l'instigateur de la colonisation meurt en 1783, la tentative de démarrage d'une colonie autrichienne meurt avec lui.

## Événements ultérieurs

### ExpéditionNovara
Motivé par une envie d'exploration, l'archiduc Ferdinand Maximilien d'Autriche en 1857 envoie la frégate Novara pour un voyage de découverte scientifique autour du monde. À bord, une équipe de l'Académie des Sciences autrichienne, qui avait également reçu la tâche de rechercher des emplacements possibles pour des colonies pénitentiaires.
En février 1858, le Novara atteint Car Nicobar où les indigènes avaient déjà appris à cacher leurs femmes à l'approche des visiteurs étrangers. L'équipe autrichienne navigue autour des îles de Nancowry et Kamorta mais n'essaie pas de les occuper. L'ethnologue Karl von Scherzer ramène 400 objets, mais en dépit de ses propositions, de ses plans de création d'une nouvelle colonie autrichienne, rien n'a aboutit.

### ExpéditionAurora
En 1886, la corvette austro-hongroise Aurora mouille dans le port de Nancowry avant de continuer son voyage vers l'Extrême-Orient. À ce moment, les îles sont déjà sous la coupe des Britanniques depuis 1869 et il n'y avait plus de plans autrichiens pour l'annexion.